# ماکسیم کورشنانوف
ماکسیم کورشنانوف (به انگلیسی: Maksim Korshunov) (زادهٔ ۱۹۷۷) شناگر اهل روسیه است.